# Женщина в зеркале
«Женщина в зеркале» (другое название — «Женщина перед зеркалом») — кинофильм.

## Сюжет
В небольшом итальянском городке Иврея ежегодно проходит карнавал, в ходе которого происходят апельсиновые войны, состоящие в закидывании соперников спелыми апельсинами. Именно в это время в город приезжает красивая, но одинокая женщина Мануэла, страдающая от отсутствия любви. Здесь она знакомится с мужчиной своего возраста по имени Фабио, когда тот случайно попадает в неё апельсином. Их знакомство быстро перерастает в любовные отношения…

## В ролях
- Стефания Сандрелли
- Марцио Онорато
- Дино Д’Иза
- Эмилио Локурчо
- Оттавио Марчелли

## Съёмочная группа
- Режиссёр: Паоло Кваренья
- Продюсер: Энцо Галло
- Сценарист: Барбара Альберти, Фабио Карлини, Паоло Кваренья
- Композитор: Джино Паоли
- Оператор: Клаудио Чирилло